# Triple Islands, Nunavut
Triple Islands är öar i Kanada.   De ligger i territoriet Nunavut, i den centrala delen av landet, 3 200 km nordväst om huvudstaden Ottawa.